# Avenue Gallieni (Gentilly)
Pour les articles homonymes, voir Avenue Gallieni.
L'avenue Gallieni est une voie de circulation se trouvant à Gentilly dans le Val-de-Marne.

## Situation et accès
Cette avenue se situe à la limite de Paris, et suit le tracé de la route départementale 127.
Elle commence son parcours dans le prolongement de la rue de la Poterne-des-Peupliers, au carrefour de la rue du Val-de-Marne et de la rue Jacques-Destrée, toutes deux créées lors de la construction du boulevard périphérique.
Elle forme le point de départ de la rue Charles-Frérot (anciennement rue Frileuse) et de la rue de Verdun (anciennement rue du Pont-Neuf).
Elle se termine dans l'axe de l'avenue Raspail à Gentilly.

## Origine du nom

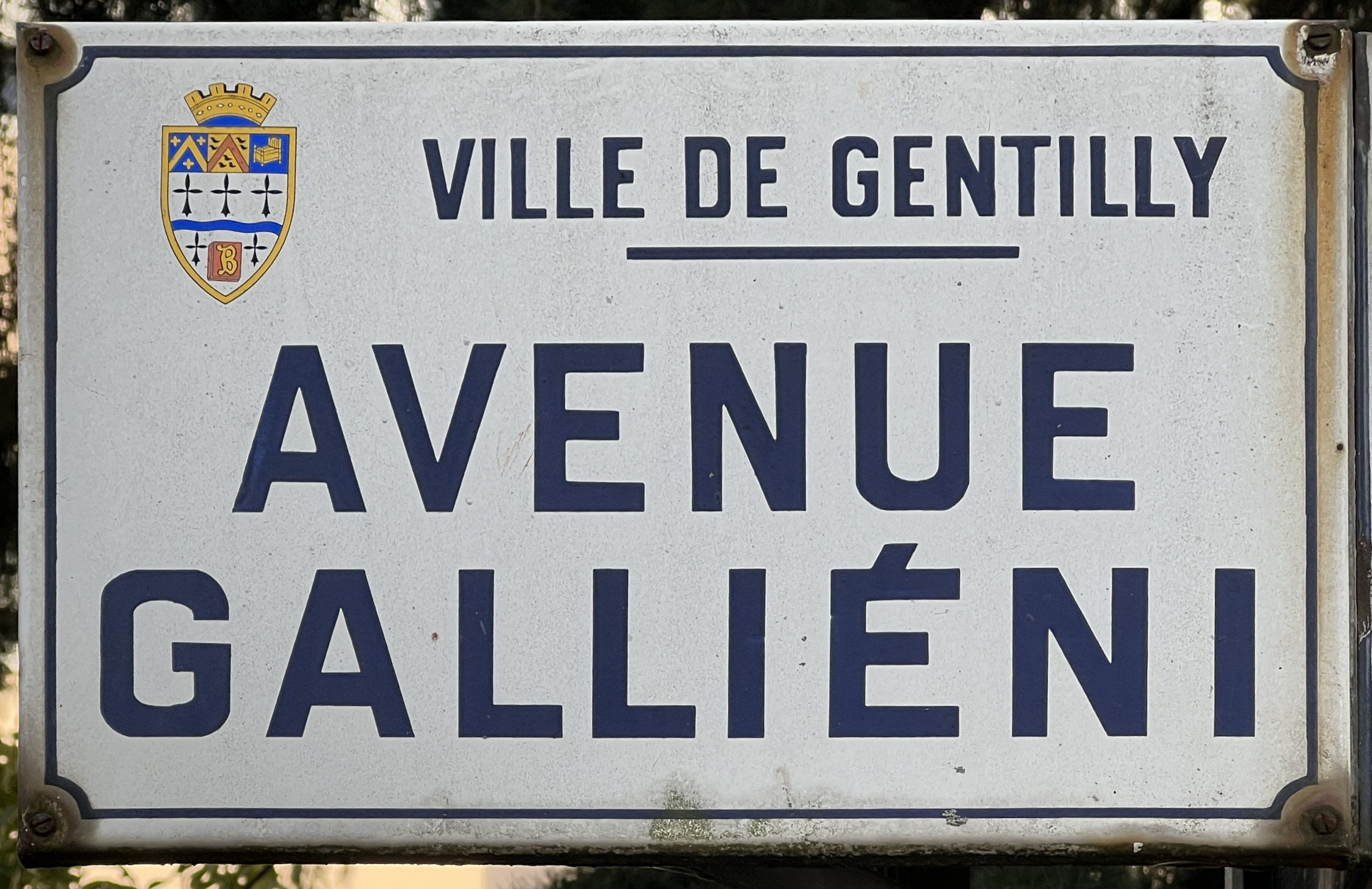
Plaque de l'avenue.

Cette avenue est nommée ainsi en hommage à Joseph Gallieni, militaire français.

## Historique
Les clichés 139 et 438 d'Eugène Atget représentent l'ancienne section de l'avenue Gallieni qui conduisait au passage des fortifications.
Cette section portait le nom de « rue de la Poterne-des-Peupliers », et appartenait à la commune de Gentilly,, lorsque le décret sur la zone de servitude militaire du 19 mars 1925 rattacha à Paris ses territoires de l'ancienne zone non ædificandi, dite La Zone. La partie sud, restant à Gentilly, prit alors le nom d'« avenue Gallieni ».
L'avenue Gallieni actuelle figure parmi les clichés de la série photographique 6 mètres avant Paris réalisée en 1971 par Eustachy Kossakowski, et qui représente les cent-cinquante-neuf rues pénétrant dans Paris, centrant la prise de vue sur le panneau de signalisation de l'entrée dans la capitale. 

## Bâtiments remarquables et lieux de mémoire
- Phil@poste, direction de La Poste.
- Immeuble de bureaux Orsud, réalisé par l’architecte Olivier-Clément Cacoub[7].